# 星毛稠李
星毛稠李是蔷薇科李属的植物，为中国的特有植物。分布在中国大陆的陕西、甘肃、四川、江西、浙江、湖北、贵州等地，生长于海拔1,000米至1,800米的地区，多生长于路旁、山坡和灌丛中。